# Glomera jabiensis
Glomera jabiensis är en orkidéart som beskrevs av Johannes Jacobus Smith. Glomera jabiensis ingår i släktet Glomera och familjen orkidéer. Inga underarter finns listade i Catalogue of Life.